# Senna Leith
Senna Leith (Vail, 8 aprile 1997) è uno snowboarder statunitense, specializzato nello snowboard cross.

## Biografia
Specializzato nello snowboard cross e attivo a livello internazionale dal gennaio 2014, Leith ha debuttato in Coppa del Mondo il 20 marzo 2016, giungendo 42º a Baqueira-Beret e ha ottenuto il suo primo podio il 26 gennaio 2020 a Big White, chiudendo al 3º posto nella gara vinta dall'italiano Lorenzo Sommariva.
In carriera non ha mai preso parte a rassegne olimpiche, mentre ha gareggiato in due rassegne iridate.

## Palmarès

### Mondiali juniores
- 1 medaglia:
  - 1 oro (snowboard cross a squadre a Klínovec 2017)

### Coppa del Mondo
- Miglior piazzamento nella Coppa del Mondo di snowboard cross: 16º nel 2023
- 1 podio:
  - 1 terzo posto